# Lachnophorini
Lachnophorini es una tribu de coleópteros adéfagos de la familia Carabidae. 

## Géneros
Tiene los siguientes géneros:
| - Amphithasus - Anchonoderus - Aporesthus - Asklepia - Calybe - Eucaerus - Euphorticus | - Grundmannius - Guatemalteca - Lachnophorus - Pseudophorticus - Quammenis - Selina - Stigmaphorus |